# Nicolas Hénard
Nicolas Hénard (ur. 16 września 1964 w Calais) – francuski żeglarz sportowy, dwukrotny złoty medalista olimpijski.
Największe sukcesy odnosił w klasie Tornado. W 1988 zwyciężył na igrzyskach olimpijskich mając za partnera Jeana-Yvesa Le Déroffa, cztery lata później w skład załogi wchodził Yves Loday. Był także srebrnym medalistą mistrzostw świata (1988) i mistrzem Europy (1992).

## Starty olimpijskie
Seul 1988
- Tornado –  złoto

Barcelona 1992
- Tornado –  złoto